# Число Геґнера
У теорії чисел число Геґнера (як його назвали Конвей і Ґай) — вільне від квадратів натуральне число d таке, що уявне квадратичне поле {\displaystyle \mathbb {Q} \left[{\sqrt {-d}}\right]} має число класів 1. Еквівалентно, кільце цілих алгебричних чисел {\displaystyle \mathbb {Q} \left[{\sqrt {-d}}\right]} має унікальну факторизацію.
Визначення таких чисел є окремим випадком проблеми кількості класів, і вони лежать в основі кількох важливих результатів у теорії чисел.
Згідно з теоремою (Бейкера —) Старка — Геґнера існує рівно дев'ять чисел Геґнера:
Цей результат запропонував Гаусс і довів 1952 року з незначними недоліками Курт Геґнер. 1966 року Алан Бейкер і Гарольд Старк, незалежно один від одного, довели результат, і Старк пізніше зазначив, що прогалина в доведенні Геґнера була незначною.

## Многочлен Ейлера для отримання простих чисел
Многочлен Ейлера для отримання простих чисел {\displaystyle n^{2}+n+41,}який дає (різні) прості числа для n = 0, … , 39, пов'язаний із числом Геґнера 163 = 4 · 41 − 1.
Рабинович довів, що {\displaystyle n^{2}+n+p}дає прості числа для {\displaystyle n=0,\dots ,p-2} тоді й лише тоді, коли дискримінант {\displaystyle 1-4p} є протилежним до числа Геґнера.
(Зверніть увагу, що {\displaystyle p-1} перетворює вираз на {\displaystyle p^{2}}, отже, {\displaystyle p-2} є найбільшим.)
1, 2 і 3 не мають необхідної форми, тому працюють числа Геґнера: 7, 11, 19, 43, 67, 163, що дає прості твірні функції форми Ейлера для 2, 3, 5, 11, 17, 41; ці останні числа Ф. Ле Ліонне назвав щасливими числами Ейлера.

## Майже цілі числа та стала Рамануджана
Стала Рамануджана — трансцендентне число {\displaystyle e^{\pi {\sqrt {163}}}}, яке є майже цілим числом:{\displaystyle e^{\pi {\sqrt {163}}}=262\,537\,412\,640\,768\,743.999\,999\,999\,999\,25\ldots \approx 640\,320^{3}+744.}
Це число відкрив 1859 року математик Шарль Ерміт. У першоквітневій статті 1975 року в журналі Scientific American автор рубрики математичних ігор і розваг Мартін Ґарднер опублікував обманне повідомлення про те, що число насправді ціле і що передбачив його індійський математичний геній Срініваса Рамануджан — звідси й назва.
Цей збіг пояснюється комплексним множенням і q-розкладом j-інваріанта.

### Подробиці
Далі {\displaystyle j(z)} позначає j-інваріант комплексного числа {\displaystyle z}. Коротко, {\displaystyle \textstyle j\left({\frac {1+{\sqrt {-d}}}{2}}\right)} є цілим числом для числа Геґнера {\displaystyle d}, і через q-розклад{\displaystyle e^{\pi {\sqrt {d}}}\approx -j\left({\frac {1+{\sqrt {-d}}}{2}}\right)+744}.
Якщо {\displaystyle \tau } — квадратичне ірраціональне, то його j-інваріант {\displaystyle j(\tau )} є алгебричним цілим числом степеня {\displaystyle \left|\mathrm {Cl} {\bigl (}\mathbf {Q} (\tau ){\bigr )}\right|}, числа класів {\displaystyle \mathbf {Q} (\tau )}, а мінімальний многочлен (нормований інтеграл), який він задовольняє, називається «поліном класу Гільберта». Таким чином, якщо уявне квадратичне розширення {\displaystyle \mathbf {Q} (\tau )} має число класів 1 (тобот d є числом Геґнера), j-інваріант є цілим числом.
q-розклад j із його розкладом у ряд Фур'є, записаним як ряд Лорана, де {\displaystyle q=e^{2\pi i\tau }}, починається так:{\displaystyle j(\tau )={\frac {1}{q}}+744+196\,884q+\cdots .}
Коефіцієнти {\displaystyle c_{n}} асимптотично зростають як {\displaystyle \ln(c_{n})\sim 4\pi {\sqrt {n}}+O{\bigl (}\ln(n){\bigr )},} а коефіцієнти нижчого порядку зростають повільніше, ніж {\displaystyle 200\,000^{n}}, тому для {\displaystyle \textstyle q\ll {\frac {1}{200\,000}}} j дуже добре апроксимується його першими двома членами. Якщо {\displaystyle \textstyle \tau ={\frac {1+{\sqrt {-163}}}{2}}}, маємо {\displaystyle q=-e^{-\pi {\sqrt {163}}}\quad \therefore \quad {\frac {1}{q}}=-e^{\pi {\sqrt {163}}}.} Тоді {\displaystyle j\left({\frac {1+{\sqrt {-163}}}{2}}\right)=\left(-640\,320\right)^{3},} отже, {\displaystyle \left(-640\,320\right)^{3}=-e^{\pi {\sqrt {163}}}+744+O\left(e^{-\pi {\sqrt {163}}}\right).} Або {\displaystyle e^{\pi {\sqrt {163}}}=640\,320^{3}+744+O\left(e^{-\pi {\sqrt {163}}}\right)} де лінійний член похибки, {\displaystyle {\frac {-196\,884}{e^{\pi {\sqrt {163}}}}}\approx {\frac {-196\,884}{640\,320^{3}+744}}\approx -0.000\,000\,000\,000\,75}, що й пояснює, чому {\displaystyle e^{\pi {\sqrt {163}}}} близьке до зазначеного вище цілого числа.

## Формули числа пі
Брати Чудновські 1987 року виявили, що {\displaystyle {\frac {1}{\pi }}={\frac {12}{640\,320^{\frac {3}{2}}}}\sum _{k=0}^{\infty }{\frac {(6k)!(163\cdot 3\,344\,418k+13\,591\,409)}{(3k)!(k!)^{3}(-640\,320)^{3k}}},}у доведенні чого використовується той факт, що {\displaystyle j\left({\frac {1+{\sqrt {-163}}}{2}}\right)=-640\,320^{3}.}Подібні формули див. також у статті ряд Рамануджана — Сато.

## Інші числа Геґнера
Для чотирьох найбільших чисел Геґнера можна отримати такі наближення: {\displaystyle {\begin{aligned}e^{\pi {\sqrt {19}}}&\approx {\phantom {000\,0}}96^{3}+744-0.22\\e^{\pi {\sqrt {43}}}&\approx {\phantom {000\,}}960^{3}+744-0.000\,22\\e^{\pi {\sqrt {67}}}&\approx {\phantom {00}}5\,280^{3}+744-0.000\,0013\\e^{\pi {\sqrt {163}}}&\approx 640\,320^{3}+744-0.000\,000\,000\,000\,75\end{aligned}}}
Інакше, {\displaystyle {\begin{aligned}e^{\pi {\sqrt {19}}}&\approx 12^{3}\left(3^{2}-1\right)^{3}{\phantom {00}}+744-0.22\\e^{\pi {\sqrt {43}}}&\approx 12^{3}\left(9^{2}-1\right)^{3}{\phantom {00}}+744-0.000\,22\\e^{\pi {\sqrt {67}}}&\approx 12^{3}\left(21^{2}-1\right)^{3}{\phantom {0}}+744-0.000\,0013\\e^{\pi {\sqrt {163}}}&\approx 12^{3}\left(231^{2}-1\right)^{3}+744-0.000\,000\,000\,000\,75\end{aligned}}}де появу квадратів спричиняє певний ряд Ейзенштейна. Для чисел Геґнера {\displaystyle d<19} майже ціле число не вийде; навіть {\displaystyle d=19} не варте уваги. Цілі j-інваріанти добре факторизуються, що випливає з форми
{\displaystyle 12^{3}\left(n^{2}-1\right)^{3}=\left(2^{2}\cdot 3\cdot (n-1)\cdot (n+1)\right)^{3},}
і розкладаються як, {\displaystyle {\begin{aligned}j\left({\frac {1+{\sqrt {-19}}}{2}}\right)&={\phantom {000\,0}}-96^{3}=-\left(2^{5}\cdot 3\right)^{3}\\j\left({\frac {1+{\sqrt {-43}}}{2}}\right)&={\phantom {000\,}}-960^{3}=-\left(2^{6}\cdot 3\cdot 5\right)^{3}\\j\left({\frac {1+{\sqrt {-67}}}{2}}\right)&={\phantom {00}}-5\,280^{3}=-\left(2^{5}\cdot 3\cdot 5\cdot 11\right)^{3}\\j\left({\frac {1+{\sqrt {-163}}}{2}}\right)&=-640\,320^{3}=-\left(2^{6}\cdot 3\cdot 5\cdot 23\cdot 29\right)^{3}.\end{aligned}}}
Ці трансцендентні числа, крім того, що вони точно апроксимуються цілими числами (які є просто алгебричними числами степеня 1), можна близько апроксимувати алгебричними числами степеня 3: {\displaystyle {\begin{aligned}e^{\pi {\sqrt {19}}}&\approx x^{24}-24.000\,31;&x^{3}-2x-2&=0\\e^{\pi {\sqrt {43}}}&\approx x^{24}-24.000\,000\,31;&x^{3}-2x^{2}-2&=0\\e^{\pi {\sqrt {67}}}&\approx x^{24}-24.000\,000\,0019;&x^{3}-2x^{2}-2x-2&=0\\e^{\pi {\sqrt {163}}}&\approx x^{24}-24.000\,000\,000\,000\,0011;&\quad x^{3}-6x^{2}+4x-2&=0\end{aligned}}}
Корені кубічних рівнянь можна точно задати коефіцієнтами дедекіндової ета-функції η (τ), модульної функції, що включає корінь 24-го степеня і пояснює появу 24 в наближенні. Їх також можна близько апроксимувати алгебричними числами 4-го степеня,
{\displaystyle {\begin{aligned}e^{\pi {\sqrt {19}}}&\approx 3^{5}\left(3-{\sqrt {2\left(1-{\tfrac {96}{24}}+1{\sqrt {3\cdot 19}}\right)}}\right)^{-2}-12.000\,06\dots \\e^{\pi {\sqrt {43}}}&\approx 3^{5}\left(9-{\sqrt {2\left(1-{\tfrac {960}{24}}+7{\sqrt {3\cdot 43}}\right)}}\right)^{-2}-12.000\,000\,061\dots \\e^{\pi {\sqrt {67}}}&\approx 3^{5}\left(21-{\sqrt {2\left(1-{\tfrac {5\,280}{24}}+31{\sqrt {3\cdot 67}}\right)}}\right)^{-2}-12.000\,000\,000\,36\dots \\e^{\pi {\sqrt {163}}}&\approx 3^{5}\left(231-{\sqrt {2\left(1-{\tfrac {640\,320}{24}}+2\,413{\sqrt {3\cdot 163}}\right)}}\right)^{-2}-12.000\,000\,000\,000\,000\,21\dots \end{aligned}}}
Якщо {\displaystyle x} — вираз у дужках (наприклад, {\displaystyle x=3-{\sqrt {2\left(1-{\tfrac {96}{24}}+1{\sqrt {3\cdot 19}}\right)}}}), маємо відповідно рівняння четвертого степеня {\displaystyle {\begin{aligned}x^{4}-{\phantom {00}}4\cdot 3x^{3}+{\phantom {000\,0}}{\tfrac {2}{3}}(96+3)x^{2}-{\phantom {000\,000}}{\tfrac {2}{3}}\cdot 3(96-6)x-3&=0\\x^{4}-{\phantom {00}}4\cdot 9x^{3}+{\phantom {000\,}}{\tfrac {2}{3}}(960+3)x^{2}-{\phantom {000\,00}}{\tfrac {2}{3}}\cdot 9(960-6)x-3&=0\\x^{4}-{\phantom {0}}4\cdot 21x^{3}+{\phantom {00}}{\tfrac {2}{3}}(5\,280+3)x^{2}-{\phantom {000}}{\tfrac {2}{3}}\cdot 21(5\,280-6)x-3&=0\\x^{4}-4\cdot 231x^{3}+{\tfrac {2}{3}}(640\,320+3)x^{2}-{\tfrac {2}{3}}\cdot 231(640\,320-6)x-3&=0\\\end{aligned}}}
Зверніть увагу на повторну появу цілих чисел {\displaystyle n=3,9,21,231} а також те, що {\displaystyle {\begin{aligned}2^{6}\cdot 3\left(-\left(1-{\tfrac {96}{24}}\right)^{2}+1^{2}\cdot 3\cdot 19\right)&=96^{2}\\2^{6}\cdot 3\left(-\left(1-{\tfrac {960}{24}}\right)^{2}+7^{2}\cdot 3\cdot 43\right)&=960^{2}\\2^{6}\cdot 3\left(-\left(1-{\tfrac {5\,280}{24}}\right)^{2}+31^{2}\cdot 3\cdot 67\right)&=5\,280^{2}\\2^{6}\cdot 3\left(-\left(1-{\tfrac {640\,320}{24}}\right)^{2}+2413^{2}\cdot 3\cdot 163\right)&=640\,320^{2}\end{aligned}}}які, з відповідним дробовим ступенем, є саме j-інваріантами.
Аналогічно для алгебричних чисел степеня 6, {\displaystyle {\begin{aligned}e^{\pi {\sqrt {19}}}&\approx \left(5x\right)^{3}-6.000\,010\dots \\e^{\pi {\sqrt {43}}}&\approx \left(5x\right)^{3}-6.000\,000\,010\dots \\e^{\pi {\sqrt {67}}}&\approx \left(5x\right)^{3}-6.000\,000\,000\,061\dots \\e^{\pi {\sqrt {163}}}&\approx \left(5x\right)^{3}-6.000\,000\,000\,000\,000\,034\dots \end{aligned}}}
де ікси є відповідно коренями рівнянь шостого степеня, {\displaystyle {\begin{aligned}5x^{6}-{\phantom {000\,0}}96x^{5}-10x^{3}+1&=0\\5x^{6}-{\phantom {000\,}}960x^{5}-10x^{3}+1&=0\\5x^{6}-{\phantom {00}}5\,280x^{5}-10x^{3}+1&=0\\5x^{6}-640\,320x^{5}-10x^{3}+1&=0\end{aligned}}}
де знову з'являються j-інваріанти. Ці рівняння 6 степеня є не тільки алгебричними, вони також розв'язні в радикалах, оскільки вони розкладаються на два многочлени 3 степеня над розширенням {\displaystyle \mathbb {Q} {\sqrt {5}}} (із першим розкладанням на два квадратні многочлени). Ці алгебричні наближення можна точно виразити через ета-коефіцієнти[уточнити] Дедекінда. Як приклад наведемо {\displaystyle \textstyle \tau ={\frac {1+{\sqrt {-163}}}{2}}}, тоді, {\displaystyle {\begin{aligned}e^{\pi {\sqrt {163}}}&=\left({\frac {e^{\frac {\pi i}{24}}\eta (\tau )}{\eta (2\tau )}}\right)^{24}-24.000\,000\,000\,000\,001\,05\dots \\e^{\pi {\sqrt {163}}}&=\left({\frac {e^{\frac {\pi i}{12}}\eta (\tau )}{\eta (3\tau )}}\right)^{12}-12.000\,000\,000\,000\,000\,21\dots \\e^{\pi {\sqrt {163}}}&=\left({\frac {e^{\frac {\pi i}{6}}\eta (\tau )}{\eta (5\tau )}}\right)^{6}-6.000\,000\,000\,000\,000\,034\dots \end{aligned}}}
де ета-коефіцієнти є алгебричними числами, наведеними вище.

## Числа 2 класу
Три числа 88, 148, 232, для яких уявне квадратичне поле {\displaystyle \mathbb {Q} \left[{\sqrt {-d}}\right]} має число класів 2, не є числами Геґнера, але мають певні подібні властивості в термінах майже цілих чисел. Наприклад, {\displaystyle {\begin{aligned}e^{\pi {\sqrt {88}}}+8\,744&\approx {\phantom {00\,00}}2\,508\,952^{2}-0.077\dots \\e^{\pi {\sqrt {148}}}+8\,744&\approx {\phantom {00\,}}199\,148\,648^{2}-0.000\,97\dots \\e^{\pi {\sqrt {232}}}+8\,744&\approx 24\,591\,257\,752^{2}-0.000\,0078\dots \\\end{aligned}}} і {\displaystyle {\begin{aligned}e^{\pi {\sqrt {22}}}-24&\approx {\phantom {00}}\left(6+4{\sqrt {2}}\right)^{6}+0.000\,11\dots \\e^{\pi {\sqrt {37}}}+24&\approx \left(12+2{\sqrt {37}}\right)^{6}-0.000\,0014\dots \\e^{\pi {\sqrt {58}}}-24&\approx \left(27+5{\sqrt {29}}\right)^{6}-0.000\,000\,0011\dots \\\end{aligned}}}

## Послідовні прості числа
Для непарного простого числа p, якщо обчислити {\displaystyle k^{2}\mod p} для {\displaystyle \textstyle k=0,1,\dots ,{\frac {p-1}{2}}} (цього достатньо, оскільки {\displaystyle \left(p-k\right)^{2}\equiv k^{2}\mod p}), отримуємо послідовні складені числа, а потім послідовні прості числа, тоді й лише тоді, коли p є числом Геґнера.
Детальніше див. статтю Річарда Молліна «Квадратичні поліноми, що породжують послідовні різні прості числа та групи класів комплексних квадратичних полів».